# 红脸朱翅雀
红脸朱翅雀（学名：Cryptospiza reichenovii）是非洲的一种常见梅花雀。其全球分布范围约为390,000平方千米。
红脸朱翅雀分布于安哥拉、布隆迪、喀麦隆、刚果民主共和国、马拉维、莫桑比克、尼日尔、尼日利亚、卢旺达、坦桑尼亚、乌干达、赞比亚和津巴布韦。